# Imperatori bizantini
Imperatore bizantino (in greco Βασιλεὺς τῶν Ῥωμαίων?, Basilèus tôn Rhōmàiōn, lett. Imperatore dei Romani/Romei) è il nome usato dagli storici moderni per definire il monarca dell'Impero romano d'Oriente; il Basileus fu considerato a lungo l'unico successore legale del titolo di imperatore romano dopo la fine dell'Impero romano d'Occidente.

## Complicazioni del titolo
È difficile determinare quando esattamente abbia fine l'Impero romano ed inizi quello bizantino. La prima suddivisione dell'impero romano in una parte occidentale e in una parte orientale, ognuna delle quali sottoposta all'autorità di uno degli imperatori co-regnanti, risale alla riforma tetrarchica di Diocleziano, del 293. In seguito altri avvenimenti segnano la progressiva formazione di un impero definibile come bizantino e sono dunque considerati come "primo imperatore bizantino" di volta in volta:
- Valeriano (253-260, divise per la prima volta l'impero in due parti: quella occidentale, che affidò al figlio Gallieno, e quella orientale),
- Numeriano (283-284, figlio di Caro, da cui ottenne l'Oriente. Regnò insieme al fratello maggiore Carino, che governava l'Occidente),
- Diocleziano (284-305, dapprima ottenne l'Oriente da Carino, ma poi lo sconfisse e divenne unico imperatore. Prima divise l'impero in due parti: l'Occidente, che affidò a Massimiano, e l'Oriente; successivamente divise l'impero in quattro parti secondo il modello tetrarchico),
- Galerio (305-311, dapprima Cesare d'Oriente sotto Diocleziano, poi salito al trono come Augusto d'Oriente),
- Massimino Daia (310-313, dapprima Cesare d'Oriente sotto Galerio, poi salito al trono come Augusto d'Oriente),
- Licinio (311-325, divenne Augusto d'Oriente sconfiggendo Massimino Daia),
- Costantino I (306-337, primo imperatore cristiano, spostò la capitale a Costantinopoli),
- Costanzo II (337-361, figlio di Costantino I, nella divisione dell'impero fra i figli dell'imperatore ottenne tutta la parte orientale dell'impero),
- Valente (364-378, fratello dell'imperatore Valentiniano, da cui ricevette la parte orientale dell'impero; la battaglia di Adrianopoli, in cui perse la vita, è uno degli eventi tradizionali per indicare l'inizio del Medioevo),
- Teodosio (379-395, generale di origine spagnola, proclamato imperatore per affrontare il problema dei Visigoti),
- Arcadio (395-408, primo imperatore della parte orientale stabilmente divisa da quella occidentale),
- Zenone (474-491, sotto il cui regno venne deposto l'imperatore d'occidente Romolo Augusto e morì l'imperatore Giulio Nepote),
- Eraclio I (610-641, che rese il greco la lingua ufficiale).

Va anche notato, con i numismatici, come la riforma monetaria di Anastasio I, nel 498, usasse il sistema di numerazione greco. Certamente, gli stessi Bizantini continuarono a considerare il loro impero come romano, per oltre un millennio.
In generale gli storici tendono a considerare il regno dell'imperatore Arcadio e quello dei suoi immediati successori il momento in cui si venne a creare una nuova identità romano-orientale, che divenne man mano sempre più estranea alle sorti dell'Occidente latino. A quest'epoca risale anche la prima ondata delle grandi invasioni dei popoli germanici, che superarono il limes (confine) sul Reno e dilagarono nelle province galliche e ispaniche e si spinsero nella stessa Italia. La data della morte di Teodosio I, nel 395, e la successiva spartizione dell'impero tra i due figli Arcadio e Onorio è pertanto generalmente considerata come il momento iniziale della cronologia degli imperatori bizantini.
La fine dell'impero bizantino si ebbe oltre un millennio dopo, con la conquista di Costantinopoli da parte dei Turchi Ottomani nel 1453.
L'imperatore bizantino, a partire da Eraclio I, portava i titoli greci di Autokrátor Kàisar Àugustos, Basilèus ton romàion (Βασιλεὺς τῶν Ῥωμαίων), equivalente del latino dell'imperatore romano, Imperator Caesar Augustus, Imperator Romanorum (Imperatore Cesare Augusto, "Imperatore/Re dei Re dei Romani"). Tutte le imperatrici bizantine ebbero invece il titolo di Basìlissa ton romàion (Βασίλισσα τῶν Ῥωμαίων), equivalente a "Imperatrice/Regina dei Romani", a parte Irene d'Atene, che regnando da sola prese il titolo di Basilèus al maschile. Il titolo non scomparve con l'impero, venendo assunto come uno dei titoli dell'imperatore ottomano (Qaysar-ı Rum) e usato dai sultani fino al 1922.
Il titolo di Imperatore dei romani, dopo la fine dell'impero occidentale, fu conteso ai Bizantini prima dall'Imperatore carolingio, poi dall'Imperatore del Sacro Romano Impero.

### Dinastia teodosiana (395-457)
| Immagine | Nome                                    | Posizione sociale                                                           | Data di nascita | Imperatore dal                                                         | Imperatore fino al                                    | Data di morte                                         | Note |
| -------- | --------------------------------------- | --------------------------------------------------------------------------- | --------------- | ---------------------------------------------------------------------- | ----------------------------------------------------- | ----------------------------------------------------- | --- |
|          | Arcadio (Flavius Arcadius)              | Figlio di Teodosio I.                                                       | 377             | 17 gennaio 395 Divenne imperatore, dopo la morte del padre Teodosio I. | 1º maggio 408 Morì di malattia                        | 1º maggio 408 Morì di malattia                        | Fu un imperatore debole, dominato dalla moglie e dai suoi ministri. Era fratello dell'imperatore romano d'occidente Onorio. |
|          | Teodosio II (Flavius Theodosius Iunior) | Era figlio dell'imperatore Arcadio.                                         | 10 aprile 401   | 1º maggio 408.                                                         | 28 luglio 450 Morì a causa di un incidente a cavallo. | 28 luglio 450 Morì a causa di un incidente a cavallo. | Egli fu fortemente influenzato dalla sorella, Pulcheria, che si nominò "augusta" nel 414. Durante il suo regno il suo zelo cristiano lo portò a far perseguire i non cristiani dell'Impero romano d'oriente. Tuttavia, il suo regno vide la costruzione a Costantinopoli delle inespugnabili mura Teodosiane ed inoltre pubblicò il codice Teodosiano. Morì nel 450, lasciando la sorella come erede.              |
|          | Marciano (Flavius Marcianus)            | Soldato, politico, senatore, fu marito di Pulcheria sorella di Teodosio II. | 392c.           | agosto 450.                                                            | 26 gennaio 457 Morì di malattia.                      | 26 gennaio 457 Morì di malattia.                      | Marciano divenne imperatore romano d'oriente, grazie al suo matrimonio con Pulcheria. Marciano fu sostenuto da Aspar, comandante dell'esercito. Sotto il suo regno, l'Impero romano d'oriente si ristabilì politicamente e militarmente, e riuscì con l'oro ad allontanare Attila. Ma durante il suo regno, l'Impero romano d'Occidente, fu lasciato in balia di se stesso. Fu canonizzato dalla Chiesa ortodossa. |

### Dinastia trace (457-518)
| Immagine | Nome                                                   | Posizione sociale                                                                          | Data di nascita | Imperatore dal | Imperatore fino al                                     | Data di morte                                                                            | Note |
| -------- | ------------------------------------------------------ | ------------------------------------------------------------------------------------------ | --------------- | --- | ------------------------------------------------------ | ---------------------------------------------------------------------------------------- | --- |
|          | Leone I "il Trace" (Flavius Valerius Leo)              | Amministratore di Aspar.                                                                   | 401c.           | 7 febbraio 457. | 3 febbraio 474 Morì di dissenteria.                    | 3 febbraio 474 Morì di dissenteria.                                                      | Fu scelto come imperatore da Aspar, che tentò di governare al suo posto. Leone non glielo permise, togliendogli anzi il potere militare che aveva. Per questa ragione fu costretto ad allearsi con gli Isaurici, il cui capo era Tarasicodissa, cui mandò in sposa la figlia Arianna, mentre Tarasicodissa prese il nome romano di Zenone. Favorì l'ostrogoto Teoderico a corte. Fu il primo imperatore ad essere incoronato dal patriarca di Costantinopoli.                                     |
|          | Leone II (Flavius Leo)                                 | Era nipote di Leone I.                                                                     | 467             | 3 febbraio 474. | 17 novembre 474 Morì di malattia, forse fu avvelenato. | 17 novembre 474 Morì di malattia, forse fu avvelenato.                                   | Era figlio di Arianna (figlia di Leone I) e di Zenone. Ereditò il trono imperiale dopo la morte di suo nonno. Si dice che Leone II fu avvelenato dalla madre per permettere a Zenone di divenire imperatore. |
|          | Zenone (Flavius Zeno) (nome di nascita Tarassicodissa) | Era un generale romano di origini isauriche; era genero di Leone I, era padre di Leone II. | c.425           | Co-imperatore: 9 febbraio 474 Nominato dal figlio Leone II imperatore (da solo): 17 novembre 474. Succedette come unico imperatore. | 9 gennaio 475 Fu deposto da Basilisco.                 | 9 aprile 491 Morto di vecchiaia.                                                         | Era un capo Isauriano, sostenne Leone I per togliere il potere militare ad Aspar. In cambio di ciò, gli fu permesso di sposarsi con la figlia di Leone I, Arianna, da cui ebbe un figlio, Leone II che divenne imperatore alla morte del nonno (474). Dopo la morte del figlio, Zenone che era divenuto co-imperatore, divenne unico imperatore romano d'oriente. Egli fu impopolare a causa delle sue origini barbariche, fu deposto dalla suocera, Verina, e dal cognato di Leone I, Basilisco. |
|          | Basilisco (Flavius Basiliscus)                         | Generale romano cognato di Leone I.                                                        | c.444           | 9 gennaio 475 Tolse il potere a Zenone.                                                                                             | 7 agosto 476 Deposto da Zenone.                        | 476/477 Fu internato in una cisterna, per ordine di Zenone e venne fatto morire di fame. | Fratello dell'imperatrice Elia Verina, moglie di Leone I. A causa dell'origine "barbarica" di Zenone, Basilisco riuscì ad usurpare il trono, sfruttando l'ostilità della popolazione. Una volta ottenuto il potere però, Basilisco si alienò in breve tempo il sostegno della Chiesa. Alla fine fu tradito dai suoi alleati, che restituirono Costantinopoli a Zenone che lo manderà in esilio in Cappadocia internato in una cisterna a morire di fame.                                          |

## Imperatori bizantini (di costumi latini) (476-610)

### Dinastia trace (457-518)
| Immagine | Nome                                                   | Posizione sociale                                                                  | Data di nascita | Imperatore dal                  | Imperatore fino al               | Data di morte                    | Note |
| -------- | ------------------------------------------------------ | ---------------------------------------------------------------------------------- | --------------- | ------------------------------- | -------------------------------- | -------------------------------- | --- |
|          | Zenone (Flavius Zeno) (nome di nascita Tarassicodissa) | Generale romano di origini isauriche, era il genero di Leone I e padre di Leone II | c.425           | 7 agosto 476 Riprese il potere. | 9 aprile 491 Morto di vecchiaia. | 9 aprile 491 Morto di vecchiaia. | Zenone riuscì a ristabilire la forza dell'esercito romano d'Oriente. Poco tempo dopo, formalmente riunì l'impero romano, vista la deposizione dell'imperatore romano d'occidente Romolo Augusto, anche se, in realtà, l'Impero romano d'Occidente era caduto sotto il controllo barbarico. Alla sua morte l'impero era molto più forte di come l'aveva trovato. I primi due/tre anni regnò con Basilisco iunior come Cesare. |
|          | Anastasio I (Flavius Anastasius)                       | Ufficiale di palazzo ("Silentiarius"); genero di Leone I                           | c.430           | 11 aprile 491.                  | 9 luglio 518 Morto di vecchiaia  | 9 luglio 518 Morto di vecchiaia  | Anastasio I era un ufficiale di palazzo, e fu scelto da Ariadne (figlia di Leone I, vedova di Zenone), come nuovo imperatore romano d'oriente, al posto del marito morto, e per dargli una legittimità al trono, lo sposò. Egli inizialmente fu molto popolare in tutto l'impero, grazie alla sua riduzione fiscale; ma perse la sua popolarità negli ultimi anni della sua vita, a causa della sua adozione di una forte politica monofisita. Il suo comando nella guerra, portò ad un esauriente conflitto tra romani e persiani, con scarsi benefici. Inoltre durante il suo regno i Balcani furono devastati dalle invasioni di slavi e bulgari. |

### Dinastia giustinianea (518-602)
| Immagine | Nome                                                 | Posizione sociale                                                                 | Data di nascita | Imperatore dal  | Imperatore fino al                                           | Data di morte                                                | Note |
| -------- | ---------------------------------------------------- | --------------------------------------------------------------------------------- | --------------- | --------------- | ------------------------------------------------------------ | ------------------------------------------------------------ | --- |
|          | Giustino I (Flavius Iustinus)                        | Era un generale romano, divenne comandante delle guardie imperiali di Anastasio I | 453             | 9 luglio 518.   | 1º agosto 527 Morto di vecchiaia                             | 1º agosto 527 Morto di vecchiaia                             | Di umili origini, Giustino era capo della guardia imperiale di Anastasio I. Eletto in seguito ad oscure macchinazioni, Giustino verrà guidato nelle scelte di governo dal ben più accorto ed istruito nipote, Giustiniano. Sotto di lui verrà risolto lo Scisma acaciano. |
|          | Giustiniano I (Flavius Petrus Sabbatius Iustinianus) | Era nipote di Giustino I                                                          | 11 maggio 482   | 1º agosto 527   | 14 novembre 565 Morto di vecchiaia                           | 14 novembre 565 Morto di vecchiaia                           | Uno dei più grandi imperatori romani d'Oriente, co-regnante assieme alla moglie Teodora fino alla morte di lei (548). Il suo regno, nonostante una rivolta nei primi anni, fu caratterizzato da una grande espansione territoriale, che portò alla conquista di Italia, Nordafrica e della parte meridionale della Spagna, giungendo così molto vicino alla riunificazione dell'impero Romano diviso dal 395, sul territorio che era stato romano fino alla caduta della parte occidentale nel 476. Giustiniano sarà l'ultimo imperatore bizantino a poter realmente ottenere questo scopo; tuttavia, le sue conquiste non furono durature. Durante il regno di Giustiniano, l'impero si arricchì anche di un enorme numero di splendidi monumenti, tra cui la chiesa di Santa Sofia a Costantinopoli. Un altro importantissimo evento del suo regno fu la stesura del Corpus Iuris Civilis, monumentale opera legislativa destinata a durare secoli. |
|          | Giustino II (Flavius Iustinus Iunior)                | Era nipote di Giustiniano I                                                       | 519c.           | 14 novembre 565 | 5 ottobre 578 Morto di vecchiaia                             | 5 ottobre 578 Morto di vecchiaia                             | Durante il suo regno si registrarono parecchie perdite di territorio, dall'Italia invasa in buona parte dai Longobardi, alla penisola Iberica minacciata dai Visigoti, all'Africa dai Mauri. Infine violò la pace con la Persia omettendo di pagare il tributo imposto da Giustiniano. La conseguenza sarà la perdita della Siria ed un ulteriore tributo annuo per garantirsi nuovamente la pace. |
|          | Tiberio II (Flavius Tiberius Constantinus)           | Era Comes degli Escubitori, ed era amico di Giustino II, che poi lo adottò.       | 522c.           | 5 ottobre 578   | 14 agosto 582 Morto o di malattia, o avvelenato da Maurizio. | 14 agosto 582 Morto o di malattia, o avvelenato da Maurizio. | Generale di Giustino II, Tiberio II Costantino ascese al trono in quanto già nominato Cesare e reggente per Giustino II con la di lui moglie Sofia (dal 574). Estremamente prodigo, Tiberio II cercò di riparare al crollo delle difese militari italiane, ma morì prima di risolvere la questione. |
|          | Maurizio (Flavius Mauritius Tiberius)                | Era comandante in capo dell'esercito bizantino, ed era cognato di Tiberio II.     | 539             | 14 agosto 582   | 18 novembre 602 abdicò.                                      | 27 novembre 602 decapitato da Foca.                          | Il regno di Maurizio fu provvidenziale per la tenuta dell'impero stesso. L'imperatore, dotato di eccellenti capacità militari e amministrative (riorganizzazione dell'impero in esarcati), respinse le invasioni dei Persiani, degli Avari e contenne l'avanzata dei longobardi. Verrà ucciso da Foca, divenuto imperatore sulla scia del malcontento dovuto alla rigorosa politica monetaria adottata da Maurizio. |

### Non dinastico (602-610)
| Immagine | Nome                | Posizione sociale                                         | Data di nascita | Imperatore dal  | Imperatore fino al                    | Data di morte                         | Note |
| -------- | ------------------- | --------------------------------------------------------- | --------------- | --------------- | ------------------------------------- | ------------------------------------- | --- |
|          | Foca (Flavius Foca) | Centurione bizantino, capo della rivolta contro Maurizio. | 547             | 13 novembre 602 | 5 ottobre 610 Decapitato da Eraclio I | 5 ottobre 610 Decapitato da Eraclio I | Foca, generale di origini oscure, gettò nell'anarchia l'Impero Bizantino con la sua politica dissennata. Non fece nulla per riconquistare le provincie orientali conquistate da Cosroe II, il sovrano sasanide che violò la pace stipulata con Maurizio e che intendeva vendicare abbattendo Foca. Perseguitò, in politica religiosa, gli ebrei e altre minoranze. Verrà deposto e decapitato da Eraclio. |

## Imperatori bizantini (di costumi greci) (610-1453)

### Dinastia eracliana (primo periodo 610-695)
Nota: a partire da Eraclio I il titolo Βασιλεὺς τῶν Ῥωμαίων (Basileus dei Romani, "Re dei Re") sostituisce l'antico Imperator Caesar Augustus - Aὐτοκράτωρ Kαῖσαρ Aὔγουστος (Imperatore Cesare Augusto). La variante femminile di Augusta fu invece Βασίλισσα τῶν Ῥωμαίων (Basilissa dei Romani).
| Immagine | Nome | Posizione sociale                                | Data di nascita | Imperatore dal | Imperatore fino al | Data di morte                                                                                                 | Note |
| -------- | --- | ------------------------------------------------ | --------------- | --- | --- | --- | --- |
|          | Eraclio I (Ἡράκλειος Hērakleios. Flavius Heraclius)                                                                      | Figlio dell'esarca d'Africa, Eraclio il Vecchio. | 575c.           | Imperatore: 5 ottobre 610 Prese il potere, ribellandosi a Foca. | 11 febbraio 641 Morto a causa di idropisia. | 11 febbraio 641 Morto a causa di idropisia.                                                                   | Nato forse nel 575 e figlio dell'Esarca d'Africa, Eraclio il Vecchio. Ha guidato la rivolta contro Foca nel 609, riuscendo a deporlo dal trono nell'ottobre del 610. Ha guidato l'impero bizantino alla vittoria nella parte finale della campagna contro i Sasanidi (602-628), ma non è stato in grado di fermare la conquista della Siria da parte degli Arabi. |
|          | Costantino III (Ἡράκλειος (νέος) Κωνσταντίνος Herakleios Néos Kōnstantinos. Heraclius Novus Constantinus)                | Primogenito di Eraclio I.                        | 3 maggio 612    | Imperatore: 11 febbraio 641 Ereditò il trono da Eraclio I. | 24/26 maggio 641 Morto a causa di tubercolosi, o avvelenato dalla madre Martina in complicità con Eraclio II.                                  | 24/26 maggio 641 Morto a causa di tubercolosi, o avvelenato dalla madre Martina in complicità con Eraclio II. | Nato il 3 maggio 612, era il figlio maggiore di Eraclio e della sua prima moglie Fabia Eudocia. Nominato co-imperatore nel 613, dopo la morte del padre salì al trono insieme a Eracleone (Eraclio II), suo fratellastro. Morì dopo pochi mesi dalla sua salita al trono forse avvelenato da Martina, seconda moglie di Eraclio e madre di Eracleone. |
|          | Eraclio II (Κωνσταντίνος Ἡράκλειος Kōnstantinos Herakleios. Heraclius (Constantinus Heraclius))                          | Secondogenito di Eraclio I.                      | 4 febbraio 626  | Imperatore: 11 febbraio 641 Ereditò il trono da Eraclio I, insieme al fratello Costantino III.                                                                                              | settembre 641 Eraclio II fu rovesciato da una ribellione dell'esercito bizantino che nominerà imperatore Costante II figlio di Costantino III. | ? Non si hanno più notizie di Eraclio II dopo che gli fu tagliato il naso.                                    | Nato nel 626 dal secondo matrimonio di Eraclio I con l'imperatrice Martina, fu nominato co-imperatore nel 638. Salito al trono insieme al suo fratellastro Costantino III dopo la morte del comune padre, diventò l'unico imperatore dopo la morte di Costantino III. Il sospetto che fosse stato lui insieme a Martina a provocare la morte di Costantino III portò ad una sollevazione dell'esercito, il quale lo obbligò a nominare co-imperatore Costante II. In seguito venne deposto dal Senato di Costantinopoli nel Settembre del 641. |
|          | Costante II (Κώνστας Β', Kōnstas II); era chiamato "Costantino il Barba" (Κωνσταντίνος Πωγωνάτος Kōnstantinos Pogonatos) | Figlio di Costantino III.                        | 7 novembre 630  | Imperatore: 26 maggio 641 (coimperatore) settembre 641, unico imperatore. Ereditò il trono da Costantino III, e lo prese tutto grazie all'acclamazione a imperatore da parte dell'esercito. | 15 settembre 668 Assassinato per ordine di Mecezio.                                                                                            | 15 settembre 668 Assassinato per ordine di Mecezio.                                                           | Figlio di Costantino III, nacque il 7 novembre 630. Grazie alla pressione dell'esercito, venne nominato co-imperatore da suo zio Eraclio II nell'estate del 641, e divenne l'unico imperatore dopo l'abdicazione da parte di quest'ultimo. Battezzato con il nome di Eraclio, da imperatore assunse il nome ufficiale di Costantino ("Costante" è il suo soprannome). Spostò la residenza imperiale a Siracusa, dove fu assassinato (probabilmente su ordine di Mecezio, un membro della sua corte).                                           |
|          | Costantino IV (Κωνσταντίνος Δ' Kōnstantinos IV);                                                                         | Figlio di Costante II.                           | 652             | Imperatore: 15 settembre 668 Ereditò il trono da Costante II. | settembre 685 Morto di dissenteria. | settembre 685 Morto di dissenteria.                                                                           | Nato nel 652, salì al trono dopo l'assassinio in cui cadde vittima suo padre Costante II. Fu erroneamente chiamato "Costantino il Barbuto" dagli storici, i quali si confusero con il soprannome del padre. Respinse il primo assedio degli Arabi alla capitale Costantinopoli. Morì di dissenteria. |
|          | Giustiniano II (Ἰουστινιανός Β' ὁ Ῥινότμητος) detto il naso mozzo e il Rinotmeto.                                        | Figlio di Costantino IV.                         | 669             | Imperatore: settembre 685 Ereditò il trono da Costantino IV. | 695 Giustiniano II fu rovesciato da una rivolta campeggiata da Leonzio                                                                         | dicembre 711 Gli venne tagliata la testa per ordine di Filippico.                                             | Nato nel 669, venne nominato co-imperatore nel 681 e divenne l'unico imperatore dopo la morte di Costantino IV. Venne deposto da una rivolta dell'esercito nel 695, costretto in esilio a Cherson dove gli venne tagliato il naso (da qui il suo soprannome, "Rinotmeto"). Riuscì a riprendere il trono nel 705. |

### Non dinastici (695-705)
| Immagine | Nome                         | Posizione sociale                                | Data di nascita | Imperatore dal                               | Imperatore fino al                                                                                | Data di morte                                                                                     | Note |
| -------- | ---------------------------- | ------------------------------------------------ | --------------- | -------------------------------------------- | ------------------------------------------------------------------------------------------------- | ------------------------------------------------------------------------------------------------- | --- |
|          | Leonzio (Λεόντιος; Leontius) | Era un generale bizantino.                       | 660             | Imperatore: 695 Si ribellò a Giustiniano II. | 698 Leonzio fu rovesciato da una ribellione guidata da Tiberio III                                | 705 Gli venne tagliata la testa per ordine di Giustiniano II.                                     | Generale dell'esercito proveniente dalla regione dell'Isauria, depose Giustiniano II e fu a sua volta deposto da un'altra rivolta nel 698 (capitanata da Tiberio, un altro generale). Una volta ritornato al potere Giustiniano II, venne da lui condannato a morte per decapitazione (insieme a Tiberio).                    |
|          | Tiberio III (Τιβέριος Γ')    | Era un generale bizantino di origini germaniche. | 671             | Imperatore: 698 Si ribellò a Leonzio.        | 705 Tiberio III fu rovesciato da una ribellione guidata da Giustiniano II e poi venne decapitato. | 705 Tiberio III fu rovesciato da una ribellione guidata da Giustiniano II e poi venne decapitato. | Ammiraglio di origini germaniche, era originariamente chiamato "Apsimaro". Si ribellò a Leonzio dopo l'ennesimo assedio di Costantinopoli. Salito al trono con il nome di Tiberio, venne deposto da Giustiniano II, ritornato dall'esilio di Cherson. Subì la stessa sorte di Leonzio: la condanna a morte per decapitazione. |

### Dinastia eracliana (secondo periodo 705-711)
| Immagine | Nome                                                                              | Posizione sociale        | Data di nascita | Imperatore dal                                                           | Imperatore fino al                                                                            | Data di morte                                                                                 | Note |
| -------- | --------------------------------------------------------------------------------- | ------------------------ | --------------- | ------------------------------------------------------------------------ | --------------------------------------------------------------------------------------------- | --------------------------------------------------------------------------------------------- | --- |
|          | Giustiniano II (Ἰουστινιανός Β' ὁ Ῥινότμητος) detto il naso mozzo e il Rinotmeto. | Figlio di Costantino IV. | 669             | Imperatore: 705 Riconquistò il trono con una rivolta contro Tiberio III. | 711 Giustiniano II fu rovesciato da Filippico, che ordinò la decapitazione di Giustiniano II. | 711 Giustiniano II fu rovesciato da Filippico, che ordinò la decapitazione di Giustiniano II. | Ritornò sul trono grazie al supporto dei Bulgari. Nominò suo figlio Tiberio come co-imperatore nel 706. Venne infine deposto per una seconda volta e ucciso durante una rivolta dell'esercito. |

### Non dinastici (711-717)
| Immagine | Nome                                           | Posizione sociale                                           | Data di nascita | Imperatore dal                                                                           | Imperatore fino al                                      | Data di morte                                                                                      | Note |
| -------- | ---------------------------------------------- | ----------------------------------------------------------- | --------------- | ---------------------------------------------------------------------------------------- | ------------------------------------------------------- | -------------------------------------------------------------------------------------------------- | --- |
|          | Filippico (Φιλιππικός Βαρδάνης) detto Bardane. | Ufficiale bizantino di origini armene.                      | 656c.           | Imperatore: 711 Spodestò Giustiniano II.                                                 | 3 giugno 713 Fu assassinato in un complotto di palazzo. | 3 giugno 713 Fu assassinato in un complotto di palazzo.                                            | Generale di origini armene, depose Giustiniano II e fu a sua volta deposto da una rivolta guidata dalle truppe del tema di Opsikion. |
|          | Anastasio II (Ἀναστάσιος Β')                   | Era segretario di Filippico.                                | 674c.           | Imperatore: 3 giugno 713 Prese il trono di Bisanzio, per volere del popolo e del senato. | 715 Spodestato dal popolo e dal senato                  | 9 luglio 718 Giustiziato per ordine di Leone III, visto che Anastasio aveva tentato di ribellarsi. | Prima di salire sul trono aveva il nome di Artemio. Burocrate e segretario sotto il regno di Filippico, venne acclamato imperatore dai soldati che organizzarono la deposizione di Filippico. Deposto anche lui da una rivolta militare, tentò di riconquistare il potere nel 718 ma morì nel tentativo. |
|          | Teodosio III (Θεοδόσιος Γ')                    | Era un esattore delle imposte e un ufficiale delle finanze. | 689c.           | Imperatore: 715 Prese il trono di Bisanzio, per volere del popolo e del senato.          | 25 marzo 717 Spodestato da Leone III                    | dopo 754 Morì di vecchiaia.                                                                        | Appartenente al fisco imperiale, venne proclamato imperatore dalle truppe del tema di Opsikion. Entrò a Costantinopoli nel 715, ma abdicò a seguito di una rivolta organizzata da Leone Isaurico, decidendo di rinchiudersi in monastero diventando monaco.                                              |

### Dinastia isaurica (717-802)
| Immagine | Nome                                                              | Posizione sociale                                                           | Data di nascita | Imperatore dal | Imperatore fino al                                                         | Data di morte                                                     | Note |
| -------- | ----------------------------------------------------------------- | --------------------------------------------------------------------------- | --------------- | --- | -------------------------------------------------------------------------- | ----------------------------------------------------------------- | --- |
|          | Leone III (Λέων Γ' Leōn III) detto l'Isaurico.                    | Era un generale bizantino, e strategos dell'Anatolikon.                     | 685c.           | Imperatore: 25 marzo 717 Spodestò Teodosio III.                                                                         | 18 giugno 741 Morì di vecchiaia.                                           | 18 giugno 741 Morì di vecchiaia.                                  | Pose fine ad un periodo di instabilità ("anarchia dei vent'anni") e, una volta salito sul trono, difese Costantinopoli dall'assalto degli Arabi nel 717-718. Con il suo regno inizia l'iconoclastia bizantina. |
|          | Costantino V (Κωνσταντίνος Ε' Kōnstantinos V) detto il Copronimo. | Era figlio di Leone III.                                                    | 718             | Imperatore: 18 giugno 741 Ereditò il trono da Leone III.                                                                | giugno 741 o 742 Costantinopoli fu presa dall'usurpatore Artavasde         | 14 settembre 775 Morì in battaglia contro i bulgari.              | Dal 720 è co-imperatore con suo padre Leone III. Alla morte di quest'ultimo, Costantino V affronta l'usurpazione al trono di Artavasde e continua la politica iconoclasta del padre. Organizza diverse campagne militari vittoriose contro bulgari e arabi. Il soprannome "Copronimo" deriva dal giudizio negativo dei suoi avversari iconoduli.                                                         |
|          | Artavasde (Ἀρταύασδος Artauasdos, Artavazd).                      | Era cognato di Costantino V, e strategos di Armeniakon e komes di Opsikion. | ?               | Imperatore: giugno 741 o 742 Usurpò il trono a Costantino V.                                                            | 2 novembre 743 Costantinopoli fu presa dall'imperatore rivale Costantino V | ? Fu accecato, poi morì rinchiuso nel monastero di Cora.          | Guida una rivolta contro Costantino V, ma ne viene sconfitto da quest'ultimo, che gli ordina il taglio della lingua e l'accecamento. |
|          | Costantino V (Κωνσταντίνος Ε' Kōnstantinos V) detto il Copronimo. | Era figlio di Leone III.                                                    | 718             | Imperatore: 2 novembre 743 Riconquistò Costantinopoli e spodestò l'usurpatore Artavasde.                                | 14 settembre 775 Morì in battaglia contro i bulgari.                       | 14 settembre 775 Morì in battaglia contro i bulgari.              | |
|          | Leone IV (Λέων Δ' Leōn IV) detto il Cazaro.                       | Era figlio di Costantino V.                                                 | 25 gennaio 750  | Imperatore: 14 settembre 775 Ereditò il trono da Costantino V.                                                          | 8 settembre 780 Morì avvelenato probabilmente dalla moglie Irene.          | 8 settembre 780 Morì avvelenato probabilmente dalla moglie Irene. | |
|          | Costantino VI (Κωνσταντίνος Ϛ' Kōnstantinos VI) detto il Cieco.   | Era figlio di Leone IV.                                                     | 771             | Imperatore: 8 settembre 780 Ereditò il trono da Leone IV. Vista la tenera età il trono fu retto da sua madre Irene      | 797 Morì dopo esser stato fatto accecare dalla madre Irene.                | 797 Morì dopo esser stato fatto accecare dalla madre Irene.       | |
|          | Irene d'Atene (Εἰρήνη Eirēnē) detta l'Ateniana.                   | Era moglie di Leone IV.                                                     | 752c.           | Imperatrice: 797 Usurpò il trono al figlio Costantino VI. In precedenza fu imperatrice reggente per il figlio (780-790) | 802 Fu spodestata da Niceforo I                                            | 9 agosto 803 Morì di vecchiaia.                                   | Fu la prima donna a governare da sola il trono di Bisanzio, assumendo il titolo imperiale maschile di Basileus dei Romei. Pose fine alle guerre iconoclaste. Presiedette il Concilio di Nicea II Subì due invasioni da parte del Califfato abbaside, riconquistò parte dei Balcani, creando il Thema di Makedonia. Entrò in conflitto con Carlo Magno quando questi fu incoronato Imperatore dei Romani. |

### Dinastia niceforiana (802-813)
| Immagine | Nome                                                               | Posizione sociale                                | Data di nascita | Imperatore dal                                            | Imperatore fino al                                       | Data di morte                                                         |
| -------- | ------------------------------------------------------------------ | ------------------------------------------------ | --------------- | --------------------------------------------------------- | -------------------------------------------------------- | --------------------------------------------------------------------- |
|          | Niceforo I (Νικηφόρος Α' Nikēphoros I) detto il Generale Logoteta. | Era un ministro delle finanze (logoteta).        | ?               | Imperatore: 802 Spodestò Irene.                           | 26 luglio 811 Fu fatto decapitare dal khan bulgaro Krum. | 26 luglio 811 Fu fatto decapitare dal khan bulgaro Krum.              |
|          | Stauracio (Σταυράκιος).                                            | Era figlio di Niceforo I.                        | 775c.           | Imperatore: 26 luglio 811 Ereditò il trono da Niceforo I. | 2 ottobre 811 Abdicò in favore del cognato Michele I     | 11 gennaio 812 Morì per le ferite riportate in battaglia contro Krum. |
|          | Michele I (Μιχαήλ Α' Ῥαγγαβέ Mikhaēl I Rangabe) detto Rangabè.     | Era genero di Niceforo I e cognato di Stauracio. | ?               | Imperatore: 2 ottobre 811 Ereditò il trono da Stauracio.  | 11 luglio 813 Fu spodestato da Leone V                   | 11 gennaio 844 Morì di vecchiaia.                                     |

### Non dinastico (813-820)
| Immagine | Nome                                     | Posizione sociale | Data di nascita | Imperatore dal                                | Imperatore fino al                                                           | Data di morte                                                                |
| -------- | ---------------------------------------- | ----------------- | --------------- | --------------------------------------------- | ---------------------------------------------------------------------------- | ---------------------------------------------------------------------------- |
|          | Leone V (Λέων Ε' Leōn V) detto l'Armeno. | Era un generale.  | 775             | Imperatore: 11 luglio 813 Spodestò Michele I. | 25 dicembre 820 Fu ucciso in una congiura di palazzo, guidata da Michele II. | 25 dicembre 820 Fu ucciso in una congiura di palazzo, guidata da Michele II. |

### Dinastia amoriana (Frigia) (820-867)
| Immagine | Nome                                                | Posizione sociale         | Data di nascita | Imperatore dal                                     | Imperatore fino al                                                                | Data di morte                                                                     | Note                                                                       |
| -------- | --------------------------------------------------- | ------------------------- | --------------- | -------------------------------------------------- | --------------------------------------------------------------------------------- | --------------------------------------------------------------------------------- | -------------------------------------------------------------------------- |
|          | Michele II (Μιχαήλ Β' Mikhaēl II) detto il Balbo.   | Era un generale.          | 770             | Imperatore: 25 dicembre 820 Assassinò Leone V.     | 2 ottobre 829 Probabilmente morì di vecchiaia.                                    | 2 ottobre 829 Probabilmente morì di vecchiaia.                                    | Perdite territoriali contro i musulmani: Creta e Sicilia.                  |
|          | Teofilo (Θεόφιλος)                                  | Era figlio di Michele II. | 813             | Imperatore: 2 ottobre 829 Succedette a Michele II. | 29 gennaio 842 Morì di una malattia.                                              | 29 gennaio 842 Morì di una malattia.                                              |                                                                            |
|          | Michele III (Μιχαήλ Γ' Mikhaēl III) detto l'Ubriaco | Era figlio di Teofilo.    | 19 gennaio 840  | Imperatore: 29 gennaio 842 Succedette a Teofilo.   | 25 settembre 867 Fu assassinato in una congiura di palazzo, guidata da Basilio I. | 25 settembre 867 Fu assassinato in una congiura di palazzo, guidata da Basilio I. | Fine politica iconoclastica. Governo retto principalmente dallo zio Barda. |

### Dinastia macedone (867-1057)
| Immagine | Nome | Posizione sociale                                    | Data di nascita  | Imperatore dal                                                                                           | Imperatore fino al                                                                                            | Data di morte                                                                                                 | Note |
| -------- | --- | ---------------------------------------------------- | ---------------- | --- | --- | --- | ---- |
|          | Basilio I (Βασίλειος Α' ὁ Μακεδών Basileios I o Makedhon; Վասիլ I Մակեդոնացի) detto il Macedone.           | Era un generale.                                     | 811c.            | Imperatore: 25 settembre 867 Assassinò Michele III.                                                      | 9 agosto 886 Incidente di caccia, morì dopo una forte febbre.                                                 | 9 agosto 886 Incidente di caccia, morì dopo una forte febbre.                                                 |      |
|          | Leone VI (Λέων Ϛ' Leōn VI) detto il Saggio.                                                                | Era figlio di Basilio I.                             | 19 settembre 866 | Imperatore: 9 agosto 886 Succedette a Basilio I.                                                         | 11 maggio 912 Malattia                                                                                        | 11 maggio 912 Malattia                                                                                        |      |
|          | Alessandro (Ἀλέξανδρος Alexandros)                                                                         | Era figlio di Basilio I.                             | 23 novembre 872  | Imperatore: 11 maggio 912 Fu coimperatore, reggente di Costantino VII.                                   | 6 giugno 913 Malattia                                                                                         | 6 giugno 913 Malattia                                                                                         |      |
|          | Costantino VII (Κωνσταντίνος Ζ' Πορφυρογέννητος Kōnstantinos VII Porphyrogennētos) detto il Porfirogenito. | Era figlio di Leone VI.                              | 2 settembre 905  | Imperatore: 11 maggio 912 Succedette a Leone VI.                                                         | 9 novembre 959 Malattia                                                                                       | 9 novembre 959 Malattia                                                                                       |      |
|          | Romano I Lecapeno (Ῥωμανός Α' Λακαπήνος Rōmanos I Lakapēnos)                                               | Era il capo della marina bizantina (drungario).      | 870c.            | Imperatore: 17 dicembre 920 Fu coimperatore, reggente di Costantino VII.                                 | 16 dicembre 944 Fu deposto dai figli.                                                                         | 15 giugno 948 Vecchiaia.                                                                                      |      |
|          | Romano II (Ῥωμανός Β' Rōmanos II)                                                                          | Era figlio di Costantino VII.                        | 938              | Imperatore: 9 novembre 959 Succedette a Costantino VII.                                                  | 15 marzo 963 Probabilmente assassinato in una congiura di palazzo, guidata dalla moglie Teofano.              | 15 marzo 963 Probabilmente assassinato in una congiura di palazzo, guidata dalla moglie Teofano.              |      |
|          | Niceforo II Foca (Νικηφόρος Β' Φωκάς Nikēphoros II Phōkas)                                                 | Era un generale.                                     | 912c.            | Imperatore: 16 agosto 963 Acclamato imperatore dall'esercito.                                            | 11 dicembre 969 Assassinato in una congiura di palazzo, guidata dalla moglie Teofano e da Giovanni I Zimisce. | 11 dicembre 969 Assassinato in una congiura di palazzo, guidata dalla moglie Teofano e da Giovanni I Zimisce. |      |
|          | Giovanni I Zimisce (Ἰωάννης Α' Τζιμισκής Iōannēs I Tzimiskēs)                                              | Era un generale.                                     | 924c.            | Imperatore: 11 dicembre 969 Dopo aver assassinato Niceforo II Foca.                                      | 10 gennaio 976 Attacco di tifo.                                                                               | 10 gennaio 976 Attacco di tifo.                                                                               |      |
|          | Basilio II (Βασίλειος Βουλγαροκτόνος Basileios Bulgaroktonos) detto il Bulgaroctono (il Massacra-Bulgari). | Era figlio di Romano II.                             | 958              | Imperatore: 10 gennaio 976 Prese totalmente il potere che era di suo diritto dopo la morte di Romano II. | 15 dicembre 1025 Malattia fulminante.                                                                         | 15 dicembre 1025 Malattia fulminante.                                                                         |      |
|          | Costantino VIII (Κωνσταντίνος Η' Kōnstantinos VIII)                                                        | Era figlio di Romano II.                             | 960              | Imperatore: 15 dicembre 1025 Succedette a Basilio II.                                                    | 15 novembre 1028 Malattia.                                                                                    | 15 novembre 1028 Malattia.                                                                                    |      |
|          | Romano III Argiro (Ῥωμανός Γ' Αργυρός Rōmanos III Argyros)                                                 | Era marito di Zoe, genero di Costantino VIII.        | 968              | Imperatore: 15 novembre 1028 Succedette a Costantino VIII.                                               | 11 aprile 1034 Assassinato in una congiura di palazzo, guidata dalla moglie Zoe e da Michele IV.              | 11 aprile 1034 Assassinato in una congiura di palazzo, guidata dalla moglie Zoe e da Michele IV.              |      |
|          | Michele IV (Μιχαήλ Δ' Παφλαγών Mikhaēl IV Paphlagōn) detto il Paflagonio.                                  | Fu il secondo marito di Zoe.                         | 1010             | Imperatore: 11 aprile 1034 Dopo aver assassinato Romano III.                                             | 10 dicembre 1041 Malattia.                                                                                    | 10 dicembre 1041 Malattia.                                                                                    |      |
|          | Michele V (Μιχαήλ Ε' Καλαφάτης Mikhaēl V Kalaphatēs) detto il Calafato.                                    | Fu il figlio adottivo di Zoe e nipote di Michele IV. | 1015             | Imperatore: 10 dicembre 1041 Succedette a Michele IV.                                                    | 19 aprile 1042 Fu deposto da Zoe e fu imprigionato e fatto accecare.                                          | 24 agosto 1042 Morì a seguito delle ferite riportate.                                                         |      |
|          | Zoe (Ζωή Zōē)                                                                                              | Figlia di Costantino VIII.                           | 978c.            | Imperatrice: 19 aprile 1042 Spodestò Michele V.                                                          | 11 giugno 1042 Prese il potere Costantino IX, suo terzo sposo                                                 | giugno 1050 Vecchiaia.                                                                                        |      |
|          | Costantino IX Monomaco (Κωνσταντίνος Θ' Μονομάχος Kōnstantinos IX Monomachos)                              | Terzo marito di Zoe.                                 | 1000c.           | Imperatore: 11 giugno 1042 Sposò Zoe.                                                                    | 11 gennaio 1055 Vecchiaia.                                                                                    | 11 gennaio 1055 Vecchiaia.                                                                                    |      |
|          | Teodora (Θεοδώρα Theodōra)                                                                                 | Figlia di Costantino VIII.                           | 984              | Imperatrice: 11 gennaio 1055 Succedette a Costantino IX.                                                 | settembre 1056 Vecchiaia.                                                                                     | settembre 1056 Vecchiaia.                                                                                     |      |
|          | Michele VI Bringa (Μιχαήλ Ϛ' Βρίγγας Mikhaēl VI Bringas) detto lo Stratiotico o Gerota.                    | Fu il figlio adottivo di Teodora.                    | ?                | Imperatore: settembre 1056 Succedette a Teodora.                                                         | 31 agosto 1057 Fu deposto da una rivolta che proclamò al suo posto Isacco I imperatore.                       | 1059 Morì in un monastero.                                                                                    |      |

### Dinastia dei Comneni (primo periodo) (1057-1059)
| Immagine | Nome                                                        | Posizione sociale | Data di nascita | Imperatore dal | Imperatore fino al      | Data di morte   | Note |
| -------- | ----------------------------------------------------------- | ----------------- | --------------- | --- | ----------------------- | --------------- | ---- |
|          | Isacco I Comneno (Ἰσαάκιος Α' Κομνηνός Isaakios I Komnēnos) | Era un generale.  | 1005.           | Imperatore: 1º settembre 1057 Spodestò Michele VI con l'aiuto dell'esercito e del patriarca di Costantinopoli, Michele Cerulario. | 22 novembre 1059 Abdicò | 1061 Vecchiaia. |      |

### Dinastia dei Ducas (primo periodo) (1059-1078)
| Immagine | Nome                                                                | Posizione sociale                                     | Data di nascita | Imperatore dal | Imperatore fino al                                        | Data di morte                                                             | Note |
| -------- | ------------------------------------------------------------------- | ----------------------------------------------------- | --------------- | --- | --------------------------------------------------------- | ------------------------------------------------------------------------- | ---- |
|          | Costantino X Ducas (Κωνσταντίνος Ι' Δούκας Kōnstantinos X Doukas)   | Era un filosofo e artista, amico di Isacco I Comneno. | 1006            | Imperatore: 22 novembre 1059 Succedette a Isacco I Comneno.                                                             | maggio 1067 Vecchiaia.                                    | maggio 1067 Vecchiaia.                                                    |      |
|          | Eudocia Macrembolitissa (Εὐδοκία Μακρεμβολίτισσα)                   | Era la moglie dell'imperatore Costantino X Ducas      | 1021 circa      | Imperatrice: 22 maggio 1067 Succedette al marito prima di sposare Romano IV Diogene passandogli il titolo di imperatore | settembre 1071                                            | 1096 Vecchiaia.                                                           |      |
|          | Romano IV Diogene (Ῥωμανός Δ' Διογένης Rōmanos IV Diogenēs)         | Era un generale.                                      | 1030 circa      | Imperatore: 1º gennaio 1068 Succedette a Costantino X Ducas.                                                            | 26 agosto 1071 Fu catturato nella battaglia di Manzicerta | 29 giugno 1072 Morì per le ferite, dopo esser stato accecato e torturato. |      |
|          | Michele VII Ducas (Μιχαήλ Ζ' Δούκας Mikhaēl VII Doukas Parapinakēs) | Era un nobile bizantino.                              | 1050 circa      | Imperatore: 24 ottobre 1071 Usurpò il trono a Romano IV.                                                                | gennaio 1078 Abdicò e divenne monaco.                     | 1090 circa Cause sconosciute.                                             |      |

### Non dinastico (1078-1081)
| Immagine | Nome                                                                         | Posizione sociale          | Data di nascita | Imperatore dal                                          | Imperatore fino al                                   | Data di morte               | Note |
| -------- | ---------------------------------------------------------------------------- | -------------------------- | --------------- | ------------------------------------------------------- | ---------------------------------------------------- | --------------------------- | ---- |
|          | Niceforo III Botaniate (Νικηφόρος Γ΄ Βοτανειάτης Nikēphoros III Botaneiatēs) | Era un generale bizantino. | 1001            | Imperatore: gennaio 1078 Usurpò il trono a Michele VII. | 4 aprile 1081 Gli fu usurpato il trono da Alessio I. | 10 dicembre 1081 Vecchiaia. |      |

### Dinastia dei Comneni (secondo periodo) (1081-1185)
| Immagine | Nome                                                               | Posizione sociale                                | Data di nascita   | Imperatore dal                                            | Imperatore fino al                                                     | Data di morte                                                                         | Note |
| -------- | ------------------------------------------------------------------ | ------------------------------------------------ | ----------------- | --------------------------------------------------------- | ---------------------------------------------------------------------- | ------------------------------------------------------------------------------------- | --- |
|          | Alessio I Comneno (Ἀλέξιος Α' Κομνηνός Alexios I Komnēnos)         | Era un generale bizantino, nipote di Isacco I.   | 1048              | Imperatore: 4 aprile 1081 Usurpò il trono a Niceforo III. | 15 agosto 1118 Enfisema polmonare.                                     | 15 agosto 1118 Enfisema polmonare.                                                    | Sfrutterà la prima crociata per iniziare la riconquista di buona parte dell'Asia Minore tra cui Nicea e Trebisonda, con lui inizia la Rinascita dell'Impero bizantino sotto i Comneni. Imporrà il sistema dei pronoia sostituendo il sistema del VII secolo dei themata. |
|          | Giovanni II Comneno (Ἰωάννης Β' Κομνηνός Iōannēs II Komnēnos)      | Era figlio di Alessio I.                         | 13 settembre 1087 | Imperatore: 15 agosto 1118 Succede al padre.              | 5 aprile 1143 Abdicò in favore del figlio, prima di morire.            | 8 aprile 1143 Morì durante un incidente di caccia, a causa di una freccia avvelenata. | Continua la politica del padre in Asia Minore, conquista la Cilicia. |
|          | Manuele I Comneno (Μανουήλ Α' Κομνηνός Manouēl I Komnēnos)         | Era figlio di Giovanni II.                       | 28 novembre 1118  | Imperatore: 5 aprile 1143 Succede al padre.               | 24 settembre 1180 Malattia.                                            | 24 settembre 1180 Malattia.                                                           | Continua le conquiste in Asia Minore intraprese dai suoi predecessori e obbliga il principato di Antiochia a diventare suo vassallo. Conquisterà la Serbia e invaderà il sud Italia e l'Egitto anche se senza successo.                                                  |
|          | Alessio II Comneno (Ἀλέξιος Β' Κομνηνός Alexios II Komnēnos)       | Era figlio di Manuele I.                         | 14 settembre 1169 | Imperatore: 28 novembre 1180 Succede al padre.            | ottobre 1183 Fu fatto strangolare da Andronico I con una corda d'arco. | ottobre 1183 Fu fatto strangolare da Andronico I con una corda d'arco.                | Alessio II Comneno non fece in tempo a coniare sue monete. |
|          | Andronico I Comneno (Ἀνδρόνικος Α' Κομνηνός Andronikos I Komnēnos) | Era cugino di Manuele I e governatore del Ponto. | 1118              | Imperatore: ottobre 1183 Fa uccidere Alessio II.          | 12 settembre 1185 Fu linciato dalla popolazione di Costantinopoli.     | 12 settembre 1185 Fu linciato dalla popolazione di Costantinopoli.                    | Opera il Massacro dei Latini del 1181, fugge sotto la minaccia Normanna e con la sua morte porta all'estinzione della dinastia Comnena e alla precedente politica di riconquista dell'Anatolia                                                                           |

### Dinastia degli Angeli (1185-1204)
| Immagine | Nome                                                       | Posizione sociale              | Data di nascita | Imperatore dal                                                                                        | Imperatore fino al                                          | Data di morte                                         | Note |
| -------- | ---------------------------------------------------------- | ------------------------------ | --------------- | --- | ----------------------------------------------------------- | ----------------------------------------------------- | ---- |
|          | Isacco II Angelo (Ἰσαάκιος Β' Άγγελος Isaakios II Angelos) | Era un generale bizantino.     | settembre 1156  | Imperatore: 12 settembre 1185 Viene nominato imperatore a furor di popolo.                            | 8 aprile 1195 Fu fatto arrestare e accecare da Alessio III. | 8 febbraio 1204 Vecchiaia o assassinato da Alessio V. |      |
|          | Alessio III Angelo (Ἀλέξιος Γ' Άγγελος)                    | Era Sebastocratore.            | 1153            | Imperatore: 8 aprile 1195 Usurpa il trono a Isacco II.                                                | 18 luglio 1203 I crociati gli tolgono il potere.            | 1211 Vecchiaia.                                       |      |
|          | Isacco II Angelo (Ἰσαάκιος Β' Άγγελος Isaakios II Angelos) | Era l'ex imperatore bizantino. | settembre 1156  | Imperatore: 18 luglio 1203 Fu rimesso al trono dai crociati.                                          | 8 febbraio 1204 Vecchiaia o assassinato da Alessio V.       | 8 febbraio 1204 Vecchiaia o assassinato da Alessio V. |      |
|          | Alessio IV Angelo (Ἀλέξιος Δ' Άγγελος)                     | Era figlio di Isacco II.       | 1182            | Imperatore: 1º agosto 1203 Viene nominato imperatore dal padre, visto che era il volere dei crociati. | 8 febbraio 1204 Assassinato da Alessio V.                   | 8 febbraio 1204 Assassinato da Alessio V.             |      |

### Dinastia dei Ducas (secondo periodo) (1204)
| Immagine | Nome                                                                            | Posizione sociale   | Data di nascita | Imperatore dal                                    | Imperatore fino al                      | Data di morte                                                      | Note |
| -------- | ------------------------------------------------------------------------------- | ------------------- | --------------- | ------------------------------------------------- | --------------------------------------- | ------------------------------------------------------------------ | ---- |
|          | Alessio V Ducas (Ἀλέξιος Ε΄ Δούκας Μούρτζουφλος Alexios V Doukas Mourtzouphlos) | Era protovestiario. | 1140            | Imperatore: 8 febbraio 1204 Assassina Alessio IV. | 12 aprile 1204 Fugge da Costantinopoli. | dicembre 1204 I crociati lo buttano giù dalla colonna di Teodosio. |      |

### Dinastia dei Lascaris (in esilio nell'Impero di Nicea) (1204-1261)
| Immagine | Nome                                                                                | Posizione sociale           | Data di nascita  | Imperatore dal                                                               | Imperatore fino al                                          | Data di morte                                    | Note |
| -------- | ----------------------------------------------------------------------------------- | --------------------------- | ---------------- | ---------------------------------------------------------------------------- | ----------------------------------------------------------- | ------------------------------------------------ | ---- |
|          | Costantino XI Lascaris (Κωνσταντίνος Λάσκαρης Kōnstantínos XI Laskaris)             | Era un generale bizantino.  | 1170             | Imperatore: 12 aprile 1204 Fu nominato imperatore dopo la fuga di Alessio V. | 19 marzo 1205 Malattia.                                     | 19 marzo 1205 Malattia.                          |      |
|          | Teodoro I Lascaris (Θεόδωρος Α' Λάσκαρις Theodōros I Laskaris)                      | Era un generale bizantino.  | 1174             | Imperatore: 19 marzo 1205 Succedette al fratello.                            | novembre 1222 Malattia.                                     | novembre 1222 Malattia.                          |      |
|          | Giovanni III Ducas Vatatze (Ιωάννης Γ΄ Δούκας Βατάτζης Iōannēs III Doukas Batatzēs) | Era genero di Teodoro I.    | 1192             | Imperatore: novembre 1222 Succedette al suocero.                             | 3 novembre 1254 Vecchiaia.                                  | 3 novembre 1254 Vecchiaia.                       |      |
|          | Teodoro II Lascaris (Θεόδωρος Β΄ Δούκας Λάσκαρις Theodōros II Doukas Laskaris)      | Era figlio di Giovanni III. | dicembre 1221    | Imperatore: 3 novembre 1254 Succedette al padre.                             | 18 agosto 1258 Morì per un attacco di epilessia.            | 18 agosto 1258 Morì per un attacco di epilessia. |      |
|          | Giovanni IV Lascaris (Ιωάννης Δ΄ Δούκας Λάσκαρις Iōannēs IV Doukas Laskaris)        | Era figlio di Teodoro II.   | 25 dicembre 1250 | Imperatore: 18 agosto 1258 Succedette al padre.                              | 25 dicembre 1261 Fu detronizzato e accecato da Michele VIII | 1305c. Vecchiaia.                                |      |

### Dinastia dei Paleologi (restaurata a Costantinopoli) (1261-1453)
| Immagine | Nome | Posizione sociale                                                             | Data di nascita  | Imperatore dal                                                                                         | Imperatore fino al                                                                                     | Data di morte                                                                                          | Note |
| -------- | --- | ----------------------------------------------------------------------------- | ---------------- | --- | --- | --- | ---- |
|          | Michele VIII Paleologo (Μιχαήλ Η' Παλαιολόγος Mikhaēl VIII Palaiologos)                                             | Era un generale bizantino, poi reggente e coimperatore dell'impero bizantino. | 1223             | Imperatore: 1º gennaio 1259 Divenne coimperatore.                                                      | 11 dicembre 1282 Vecchiaia.                                                                            | 11 dicembre 1282 Vecchiaia.                                                                            |      |
|          | Andronico II Paleologo (Ἀνδρόνικος B' Παλαιολόγος)                                                                  | Era figlio di Michele VIII.                                                   | 25 aprile 1259   | Imperatore: 11 dicembre 1282 Succedette al padre.                                                      | 1328 Perse la guerra civile, contro il nipote Andronico III                                            | 13 febbraio 1332 Vecchiaia.                                                                            |      |
|          | Michele IX Paleologo (Μιχαήλ Θ΄ Παλαιολόγος Mikhaēl IX Palaiologos)                                                 | Era figlio di Andronico II.                                                   | 17 aprile 1277   | Imperatore: 1294 Divenne coimperatore.                                                                 | 12 ottobre 1320 Morì di un'emorragia cerebrale.                                                        | 12 ottobre 1320 Morì di un'emorragia cerebrale.                                                        |      |
|          | Andronico III Paleologo (Ἀνδρόνικος Γ' Παλαιολόγος)                                                                 | Era figlio di Michele IX.                                                     | 25 marzo 1297    | Imperatore: 1328 Vinse la guerra civile, contro il nonno Andronico II.                                 | 15 giugno 1341 Malattia.                                                                               | 15 giugno 1341 Malattia.                                                                               |      |
|          | Giovanni V Paleologo (Ἰωάννης Ε' Παλαιολόγος, Iōannēs V Palaiologos)                                                | Era figlio di Andronico III.                                                  | 18 giugno 1332   | Imperatore: 15 giugno 1341 Succedette al padre.                                                        | 1376 Gli fu usurpato il trono dal figlio Andronico IV.                                                 | 16 febbraio 1391 Gotta.                                                                                |      |
|          | Giovanni VI Cantacuzeno (Ἰωάννης Ϛ' Καντακουζηνός Iōannēs VI Kantakouzēnos)                                         | Era reggente e coimperatore.                                                  | 1294             | Imperatore: 31 maggio 1347 Divenne coimperatore.                                                       | 10 dicembre 1354 Abdica.                                                                               | 15 giugno 1383 Vecchiaia.                                                                              |      |
|          | Andronico IV Paleologo (Ἀνδρόνικος Δ' Παλαιολόγος)                                                                  | Era primogenito di Giovanni V.                                                | 2 aprile 1348    | Imperatore: 1376 Usurpa il trono al padre.                                                             | 1379 I veneziani gli tolgono il potere.                                                                | 28 giugno 1385 Malattia.                                                                               |      |
|          | Giovanni V Paleologo (Ἰωάννης Ε' Παλαιολόγος Iōannēs V Palaiologos)                                                 | Era figlio di Andronico III.                                                  | 18 giugno 1332   | Imperatore: 1379 I veneziani lo rimettono al trono.                                                    | 13 aprile 1390 Gli fu usurpato il trono dal nipote Giovanni VII.                                       | 16 febbraio 1391 Gotta.                                                                                |      |
|          | Giovanni VII Paleologo (Ἰωάννης Z' Παλαιολόγος Iōannēs VII Palaiologos)                                             | Era figlio di Andronico IV.                                                   | 1370             | Imperatore: 13 aprile 1390 Usurpa il trono al nonno Giovanni V, con l'aiuto dei turchi ottomani.       | 17 settembre 1390 Giovanni V con l'aiuto del figlio Manuele II e dei veneziani, riconquista il trono.  | 22 settembre 1408 Malattia.                                                                            |      |
|          | Giovanni V Paleologo (Ἰωάννης Ε' Παλαιολόγος Iōannēs V Palaiologos)                                                 | Era figlio di Andronico III.                                                  | 18 giugno 1332   | Imperatore: 17 settembre 1390 Con l'aiuto del figlio Manuele II e dei veneziani, riconquista il trono. | 16 febbraio 1391 Gotta.                                                                                | 16 febbraio 1391 Gotta.                                                                                |      |
|          | Manuele II Paleologo (Μανουήλ Β΄ Παλαιολόγος Manouēl ho déuteros Palaiologos)                                       | Era secondogenito di Giovanni V.                                              | 27 giugno 1350   | Imperatore: 17 febbraio 1391 Succedette al padre.                                                      | 21 luglio 1425 Vecchiaia.                                                                              | 21 luglio 1425 Vecchiaia.                                                                              |      |
|          | Giovanni VIII Paleologo (Ἰωάννης Η' Παλαιολόγος Iōannēs VIII Palaiologos)                                           | Era primogenito di Manuele II.                                                | 18 dicembre 1392 | Imperatore: 21 luglio 1425 Succedette al padre.                                                        | 31 ottobre 1448 Malattia.                                                                              | 31 ottobre 1448 Malattia.                                                                              |      |
|          | Costantino XI Paleologo (Κωνσταντίνος ΙΑ' Δραγάσης Παλαιολόγος Kōnstantìnos hendèkatos – XI – Dragàses Palaiològos) | Era quartogenito di Manuele II.                                               | 8 febbraio 1405  | Imperatore: 6 gennaio 1449 Succedette al fratello.                                                     | 29 maggio 1453 Viene ucciso in combattimento dai turchi ottomani, durante la caduta di Costantinopoli. | 29 maggio 1453 Viene ucciso in combattimento dai turchi ottomani, durante la caduta di Costantinopoli. |      |

### Dinastia dei Paleologi pretendente al trono di Bisanzio (in esilio)
- Demetrio Paleologo (1407-1470), quintogenito di Manuele II, fu riconosciuto pretendente al titolo di imperatore bizantino dal 1453 al 1460, quando si alleò ai turchi contro il fratello Tommaso, ma si ritenne imperatore titolare fino alla sua morte.
- Tommaso Paleologo (1409-1465), sestogenito di Manuele II, rivendicò il titolo di imperatore bizantino dal 1453 al 1465, e fu riconosciuto unico pretendente dal 1460.
- Andrea Paleologo (1453-1502), primogenito di Tommaso, pretendente al titolo di imperatore bizantino dal 1465 al 1502.
- Ivan IV di Russia (1530-1584), nipote diretto di Zoe Paleologa, sorella di Andrea, nel 1561 si proclamò zar di tutte le Russie e con questo titolo rivendicò, fino alla morte, il trono imperiale di Bisanzio.